# Кінгстон (округа)
Кінгстон (англ. Kingston Parish, ям. креол Kinston Parish) — округа (парафія) в південно-східній частині острова Ямайка, яка разом з округою Сент-Ендрю утворюють округу Кнгстон і Сент-Ендрю Корпорейшен. Входить до складу неофіційного графства Саррі. Повністю оточене (крім морського узбережжя) округою Сент-Ендрю. Карибське море омиває округу на півдні.
Місто Кінгстон є столицею Ямайки.
Парафія Кінгстона займає площу 25 км², населення перераховувало 89 057 за переписом 2011 року. Територія складається з численних мікрорайонів столиці, в основному в центрі Кінгстона, а також садів Тіволі, Денхма-Таун, Рей-Таун, Кінгстон-Гарден, Національного парку героїв, Борнмутських садів, Нормандських садів, Реннок-Лодж, Спрингфілд та Порт-Рояль, а також з частинами Роллінгтон Таун, Франклін та Алман Таун.